# Robert E. Lee (U-Boot)
Die Robert E. Lee, auch USS Robert E. Lee (Kennung: SSBN-601 / SSN-601), war ein atomgetriebenes U-Boot mit ballistischen Raketen der George-Washington-Klasse der United States Navy, das von 1960 bis 1983 in Dienst stand. Sie wurde nach Robert Edward Lee benannt, dem Oberbefehlshaber des konföderierten Heeres während des Sezessionskrieges.

## Geschichte
SSBN-601 wurde 1958 in Auftrag gegeben und nur drei Wochen später auf Kiel gelegt. Bauwerft war Newport News Shipbuilding. Ende 1959 lief das Boot vom Stapel und wurde von Mrs. Hanson E. Ely II getauft. Im September 1960 wurde das Boot offiziell in Dienst gestellt.
Nach Torpedotest folgte am 22. Dezember 1960 der erste Testschuss einer UGM-27A Polaris. 1961 nahm die Robert E. Lee an U-Jagd-Übungen gegen Tosk teil. Nach einer Werftliegezeit verlegte die Robert E. Lee in ihren neuen Heimathafen in Holy Loch, Schottland. 1965 wurde in San Francisco eine erste Überholung durchgeführt, in der das Raketenstartsystem modernisiert wurde. 1967 kehrte das U-Boot nach Holy Loch zurück.
1971 folgte eine Überholung in der Puget Sound Naval Shipyard, im Anschluss wurde Apra Harbor, Guam, neuer Heimathafen. Dort blieb sie bis 1981. 1983 wurde das Boot außer Dienst gestellt und für drei Jahre in der Reserveflotte gehalten. Bis 1991 wurde die Robert E. Lee als erstes U-Boot im Ship-Submarine Recycling Program zerlegt.